# (6867) Kuwano
(6867) Kuwano est un astéroïde de la ceinture principale.

## Description
(6867) Kuwano est un astéroïde de la ceinture principale. Il fut découvert le 28 mars 1992 à Kitami par Kin Endate et Kazuro Watanabe. Il présente une orbite caractérisée par un demi-grand axe de 2,59 UA, une excentricité de 0,26 et une inclinaison de 11,8° par rapport à l'écliptique.

## Compléments